# Piet Damen
Pour les articles homonymes, voir Damen.
Piet Damen, né le 20 juillet 1934 à Lieshout, dans le Brabant-Septentrional aux Pays-Bas, est un coureur cycliste néerlandais. En 1958, il remportait la Course de la Paix, et demeure le seul coureur des Pays-Bas à avoir triomphé dans cette course internationale.

## Biographie

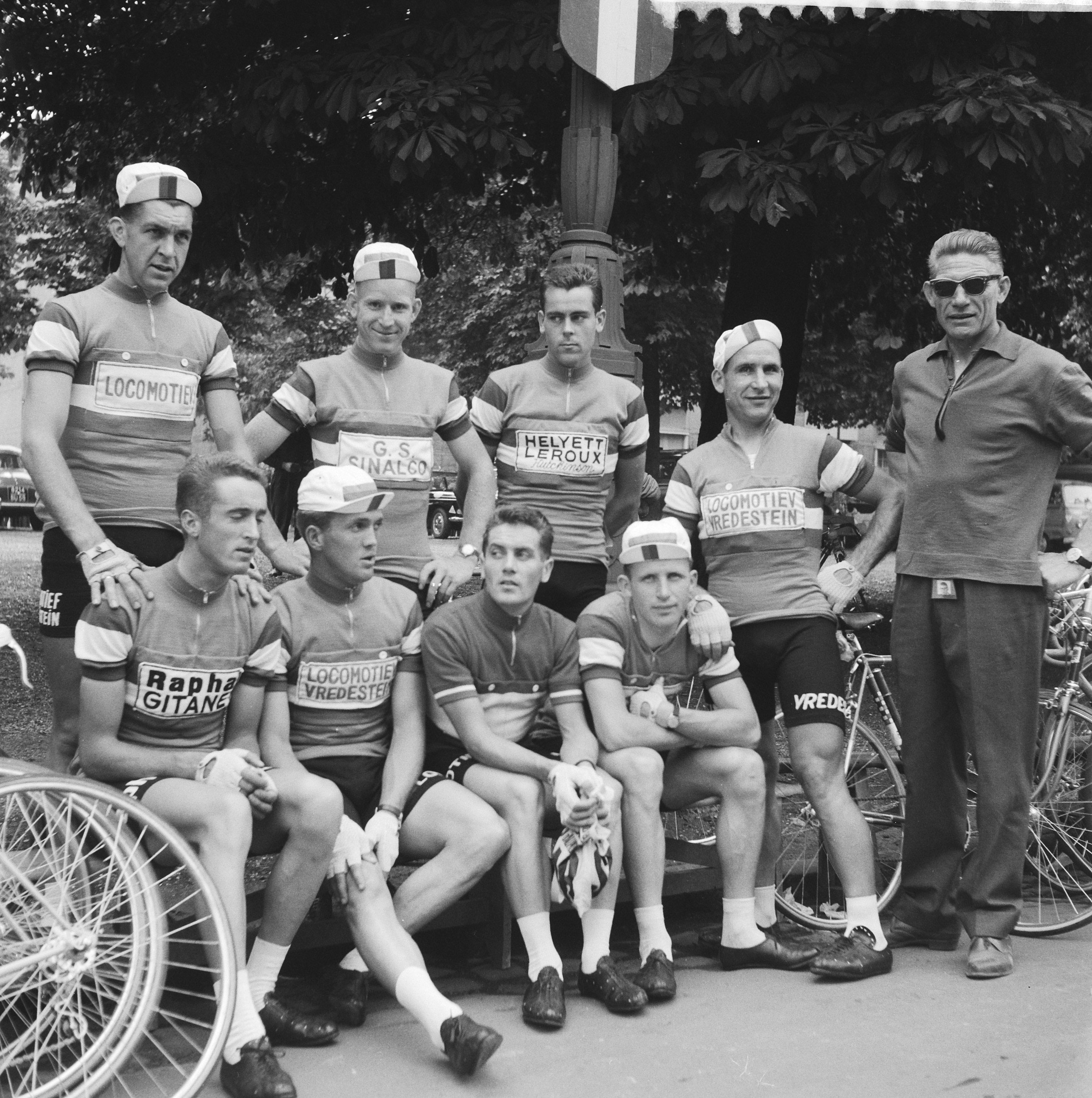
Piet Damen fait partie de l'équipe néerlandaise qui participe au Tour de France de 1958 à 1961. Ici l'équipe du "Tour" 1960: Piet Damen est au premier rang avec le maillot de champion national. À gauche sur le même rang, le coureur Albertus Geldermans s'est illustré dans la Course de la Paix (4e en 1959). En cette année 1960, les Néerlandais terminent le Tour de France à la 5e place au challenge par équipes.

Piet Damen fait ses débuts en 1952. Il avait obtenu quelques succès chez les amateurs, quand il est sélectionné pour prendre part à la XIe Course de la Paix, en 1958. Vainqueur à Katowice de la 3e étape, de cette course, il s'empare du maillot jaune  et le conserve jusqu'à Prague, terme de l'épreuve. Cet authentique exploit, Piet Damen le doit à lui-même et à ses coéquipiers de l'équipe des Pays-Bas, qui montent sur la 3e marche du podium du classement par équipes. Les soviétiques (Boris Biebenin 2e, Pavel Vostriakov 6e, Viktor Kapitonov 7e) vainqueurs collectivement sont battus sur le plan individuel. Les Allemands de l'Est doivent aussi se rabattre sur des accessits. Deux mois plus tard, passé professionnel, l'ancien ouvrier ascensoriste est au départ du Tour de France. Il termine la « Grande boucle » à la onzième place.

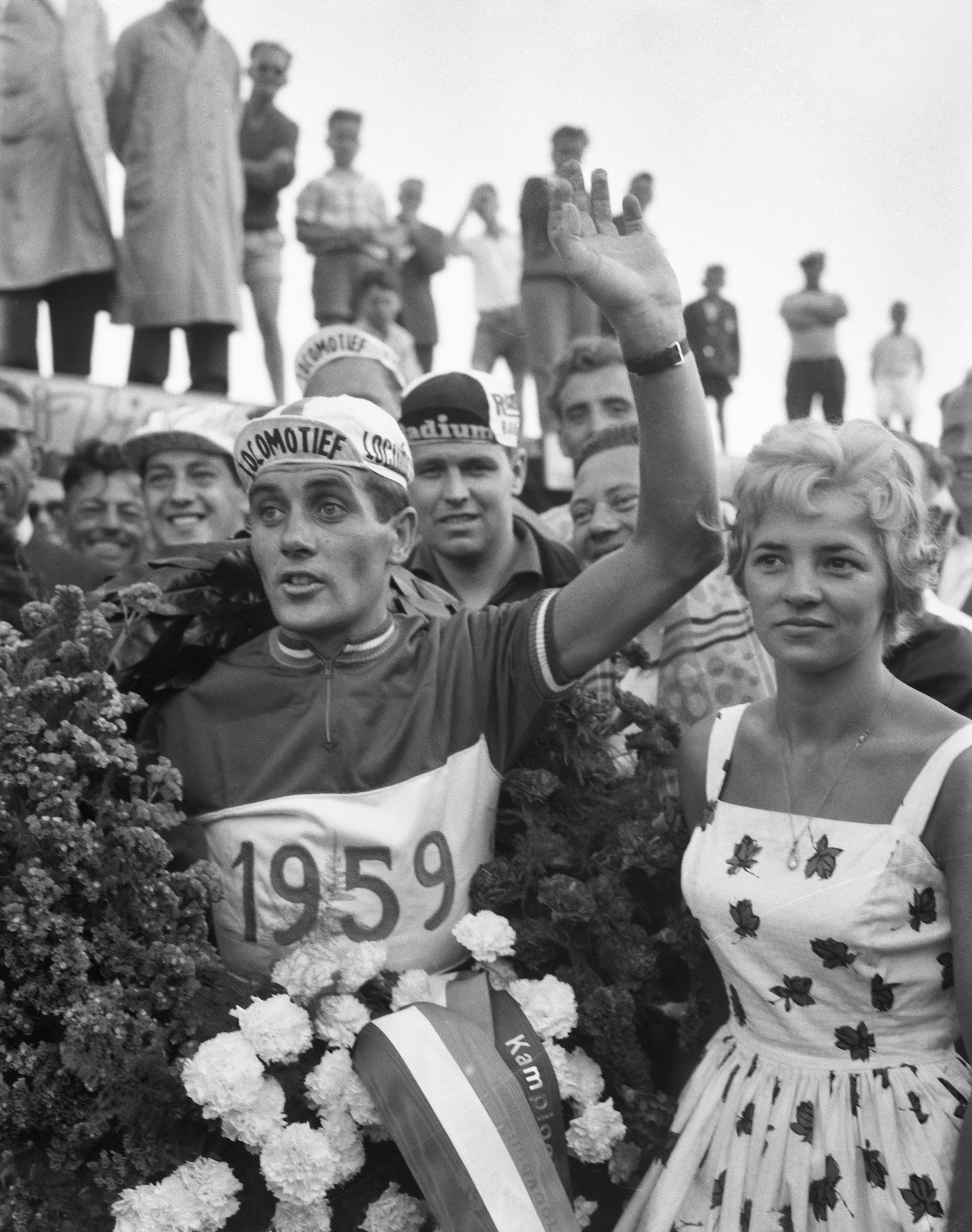
Damen (Champion des Pays-Bas sur route, 1959)

Champion des Pays-Bas en 1959, il court chez les professionnels jusqu'en 1965. Il participe cinq fois au Tour de France, mais il ne confirme pas les espoirs nés de sa saison 1958.

## Palmarès

### Palmarès amateur
- 1954
  - 3e du Ronde van Oud-Vossemeer
- 1956
  - 3e du Tour d'Overijssel
- 1957
  - Tour d'Overijssel
  - 3eb étape du Circuit des Neuf Provinces (contre-la-montre par équipes)
- 1958
  - Dorpenomloop door Drenthe
  - Course de la Paix :
    - Classement général
    - 3e étape

### Palmarès professionnel
- 1959
  -  Champion des Pays-Bas sur route
  - Grand Prix du Locle
- 1960
  - 2e du GP Fichtel & Sachs
  - 3e du Circuit des régions fruitières
  - 8e du championnat du monde sur route
- 1961
  - 3e du GP Veith
- 1962
  - Grand Prix Union Dortmund
  - 2e du Manx Trophy
  - 2e de la Flèche hesbignonne
  - 2e de la Coupe Sels
  - 3e du Circuit de Belgique centrale
  - 3e de Munich-Zürich
  - 4e de Paris-Tours

## Résultats sur les grands tours

### Tour de France
5 participations
- 1958 : 11e
- 1959 : 25e
- 1960 : 27e
- 1961 : 51e
- 1964 : abandon (13e étape)

### Tour d'Italie
2 participations
- 1960 : abandon (4e étape)
- 1963 : abandon

### Tour d'Espagne
1 participation
- 1961 : abandon (9e étape)